# Chiefs (rugby à XV)
Pour les articles homonymes, voir Chiefs.
Ne doit pas être confondu avec Chiefs Manawa.
Maillots
Actualités
Dernière mise à jour : 2 janvier 2024.
Les Chiefs, anciennement les Waikato Chiefs, sont une franchise néo-zélandaise de rugby à XV, basée à Hamilton (province de Waikato), qui participe au Super Rugby. Leur matchs se déroulent à Hamilton ou Rotorua. Cette franchise puise ses joueurs dans plusieurs provinces du championnat Air NZ Cup : Bay of Plenty, Counties Manukau, King Country, Thames Valley, Waikato et Taranaki

## Histoire
Le club est fondé en 1995 pour la saison inaugurale du Super 12. Pour leur première saison, ils terminent à la 6e place. Lors de la saison 2004, ils terminent à la 4e place de la saison régulière avant d'échouer en demi-finales contre les Brumbies. Lors de la saison 2009, ils arrivent en finale mais perdent contre les Bulls 61-17, le plus gros écart jamais vu en finale de la compétition.
En 2012, ils remportent le championnat en gagnant la finale 37-6 contre les Sharks.
Ils conservent leur titre la saison suivante face aux Brumbies sur le score de 27 à 22.

## Palmarès
- Vainqueur du Super Rugby en 2012 et 2013.
- Finaliste du Super Rugby en 2009, 2023, 2024 et 2025.
- Finaliste du Super Rugby Aotearoa en 2021.

## Personnalités du club

### Entraîneurs
- 1996-1997 : Brad Meurant
- 1998-2000 : Ross Cooper
- 2001 : John Mitchell
- 2002-2003 : Kevin Greene
- 2004-2011 : Ian Foster
- 2012-2017 : Dave Rennie
- 2018-2019 : Colin Cooper
- 2020-2022 : Warren Gatland
- 2022- : Clayton McMillan

### Staff 2025
- Clayton McMillan - Entraîneur principal
- David Hill - Entraîneur des arrières
- Roger Randle - Entraîneur de l'attaque
- Nick White - Spécialiste mêlée
- Ross Filipo - Consultant

### Effectif du Super Rugby 2025
Le 11 novembre 2024, les Chiefs annoncent leur effectif pour la saison 2025 de Super Rugby.  
| Nom                      | Date de naissance | Nationalité sportive | Sélections (points) | Province ou club | Dernier club     | Arrivée au club |
| Talonneurs               | Talonneurs        | Talonneurs           | Talonneurs          | Talonneurs       | Talonneurs       | Talonneurs      |
| ------------------------ | ----------------- | -------------------- | ------------------- | ---------------- | ---------------- | --------------- |
| Brodie McAlister         | 17 juin 1997      | Nouvelle-Zélande     | 1 (5)               | Canterbury       | Crusaders        | 2025            |
| Bradley Slater           | 23 septembre 1998 | Nouvelle-Zélande     | -                   | Taranaki         | Débuts au club   | 2019            |
| Samisoni Taukei'aho      | 8 août 1997       | Nouvelle-Zélande     | 34 (60)             | Waikato          | Débuts au club   | 2017            |
| Piliers                  |                   |                      |                     |                  |                  |                 |
| George Dyer              | 22 octobre 1999   | Nouvelle-Zélande     | -                   | Waikato          | Débuts au club   | 2022            |
| Sione Ahio               | 29 janvier 2001   | Nouvelle-Zélande     | -                   | Auckland         | Débuts au club   | 2024            |
| Ollie Norris             | 11 décembre 1999  | Nouvelle-Zélande     | 3 (0)               | Waikato          | Débuts au club   | 2020            |
| Reuben O'Neill           | 17 février 1995   | Nouvelle-Zélande     | -                   | Taranaki         | Débuts au club   | 2020            |
| Jared Proffit            | 14 septembre 1993 | Nouvelle-Zélande     | -                   | Taranaki         | Hurricanes       | 2023            |
| Aidan Ross               | 25 octobre 1995   | Nouvelle-Zélande     | 2 (0)               | Bay of Plenty    | Débuts au club   | 2017            |
| Deuxièmes lignes         |                   |                      |                     |                  |                  |                 |
| Naitoa Ah Kuoi           | 10 juillet 1999   | Nouvelle-Zélande     | -                   | Wellington       | Débuts au club   | 2020            |
| Josh Lord                | 17 janvier 2001   | Nouvelle-Zélande     | 7 (0)               | Taranaki         | Débuts au club   | 2020            |
| Manaaki Selby-Rickit     | 5 juin 1996       | Nouvelle-Zélande     | -                   | Bay of Plenty    | Highlanders      | 2023            |
| Jimmy Tupou              | 8 août 1992       | Nouvelle-Zélande     | -                   | Counties Manukau | Urayasu D-Rocks  | 2024            |
| Tupou Vaa'i              | 27 janvier 2000   | Nouvelle-Zélande     | 41 (25)             | Taranaki         | Débuts au club   | 2020            |
| Troisièmes lignes aile   |                   |                      |                     |                  |                  |                 |
| Kaylum Boshier           | 9 avril 1999      | Nouvelle-Zélande     | -                   | Taranaki         | Débuts au club   | 2021            |
| Jahrome Brown            | 29 septembre 1996 | Nouvelle-Zélande     | -                   | Waikato          | Brumbies         | 2024            |
| Samipeni Finau           | 10 mai 1999       | Nouvelle-Zélande     | 12 (10)             | Waikato          | Débuts au club   | 2021            |
| Simon Parker             | 6 mai 2000        | Nouvelle-Zélande     | -                   | Waikato          | Débuts au club   | 2020            |
| Malachi Wrampling        | 15 avril 2004     | Nouvelle-Zélande     | -                   | Waikato          | Débuts au club   | 2024            |
| Troisièmes lignes centre |                   |                      |                     |                  |                  |                 |
| Luke Jacobson            | 20 avril 1997     | Nouvelle-Zélande     | 24 (25)             | Waikato          | Débuts au club   | 2018            |
| Wallace Sititi           | 7 septembre 2002  | Nouvelle-Zélande     | 10 (0)              | North Harbour    | Débuts au club   | 2024            |
| Demis de mêlée           |                   |                      |                     |                  |                  |                 |
| Cortez Ratima            | 22 mars 2001      | Nouvelle-Zélande     | 15 (10)             | Waikato          | Débuts au club   | 2022            |
| Xavier Roe               | 13 décembre 1998  | Nouvelle-Zélande     | -                   | Waikato          | Débuts au club   | 2021            |
| Te Toiroa Tahuriorangi   | 31 mars 1995      | Nouvelle-Zélande     | 3 (5)               | Bay of Plenty    | Crusaders        | 2023            |
| Demis d'ouverture        |                   |                      |                     |                  |                  |                 |
| Josh Jacomb              | 23 juin 2001      | Nouvelle-Zélande     | -                   | Taranaki         | Débuts au club   | 2024            |
| Kaleb Trask              | 27 janvier 1999   | Nouvelle-Zélande     | -                   | Bay of Plenty    | Mie Honda Heat   | 2023            |
| Centres                  |                   |                      |                     |                  |                  |                 |
| Anton Lienert-Brown      | 15 avril 1995     | Nouvelle-Zélande     | 85 (80)             | Waikato          | Débuts au club   | 2014            |
| Rameka Poihipi           | 14 octobre 1998   | Nouvelle-Zélande     | -                   | Canterbury       | Débuts au club   | 2021            |
| Daniel Rona              | 10 avril 2000     | Nouvelle-Zélande     | -                   | Taranaki         | Débuts au club   | 2023            |
| Quinn Tupaea             | 10 mai 1999       | Nouvelle-Zélande     | 16 (10)             | Waikato          | Débuts au club   | 2020            |
| Gideon Wrampling         | 26 juillet 2001   | Nouvelle-Zélande     | -                   | Waikato          | Débuts au club   | 2021            |
| Ailiers                  |                   |                      |                     |                  |                  |                 |
| Liam Coombes-Fabling     | 7 juillet 1998    | Nouvelle-Zélande     | -                   | Waikato          | Highlanders      | 2023            |
| Etene Nanai-Seturo       | 20 août 1999      | Nouvelle-Zélande     | -                   | Counties Manukau | Débuts au club   | 2019            |
| Emoni Narawa             | 13 juillet 1999   | Nouvelle-Zélande     | 3 (5)               | Bay of Plenty    | Blues            | 2022            |
| Shaun Stevenson          | 14 novembre 1996  | Nouvelle-Zélande     | 1 (5)               | North Harbour    | Débuts au club   | 2016            |
| Arrières                 |                   |                      |                     |                  |                  |                 |
| Damian McKenzie          | 20 novembre 1995  | Nouvelle-Zélande     | 65 (320)            | Waikato          | Tokyo Sungoliath | 2023            |
| Leroy Carter             | 24 février 1999   | Nouvelle-Zélande     | -                   | Bay of Plenty    | Débuts au club   | 2024            |

### Joueurs emblématiques
- Sam Cane
- Aaron Cruden
- Stephen Donald
- Jono Gibbes
- Byron Kelleher
- Damian McKenzie
- Liam Messam
- Mils Muliaina
- Brodie Retallick
- Sitiveni Sivivatu
- Sonny Bill Williams
- Brad Weber